# Borkowo
Borkowo je mjesto u Podlasku vojvodstvu, (povjat kolneński), u sjeveroistočnoj Poljskoj. Blizu mjesta je grad Kolno.
Naselje je postojalo još u 15. stoljeću, a sada ima 715 stanovnika (2008.).